# Bellflower (Missouri)
Bellflower – miasto w Stanach Zjednoczonych, w stanie Missouri, w hrabstwie Montgomery.